# 유난희
유난희(劉蘭姬, 1965년 12월 22일 ~ )는 대한민국의 1호 쇼핑호스트이자 프리랜서 쇼핑호스트이며, 대학 교수를 역임했다. 뉴미디어 케이블 TV 1호 아나운서이며, 대한민국 최초의 화장품 전속모델 쇼핑호스트다.

## 주요 이력
1988년 숙명여자대학교 가정관리학과를 학사 학위한 그녀는 쇼핑 호스트 최초로 억대 연봉을 받았다. 1995년에 케이블TV 뉴스타상을 수상하였고 2017년에는 대한민국 브랜드대상 개인부문 앙트러프러너상을 수상하였다. 현재 프리랜서로 활동하고 있으며 한국영상대학교 쇼핑호스트학과 겸임교수로 재직한 전력이 있다.

## 생애
본관은 거창 유씨이며 강원도 화천에서 출생하였고 대구, 서울에서 성장하였다. 
- 1988년 3월부터 1991년 11월까지 롯데백화점 사내 방송 아나운서로 일하였고, 이후 1991년 11월부터 1995년 2월까지 케이블 TV 본방송 개국 이전인 한국통신 종합유선방송 시범사업단(KEC)[2] 아나운서로 활동하였다.

- 1995년 8월 CJ 오쇼핑(CJ 홈쇼핑의 전신)에 입사하여 이 시기부터 쇼핑 호스트로 일하기 시작하였고  LG 홈쇼핑(GS 홈쇼핑의 전신), 우리 홈쇼핑에서 쇼핑호스트팀 팀장을 역임하였다.[3]

- 우리 홈쇼핑에서는 쇼호스트 이름의 홈쇼핑 최초 프로그램 유난희의 명품갤러리를 진행하였고 현대홈쇼핑, GS 홈쇼핑, CJ 오쇼핑에서 프리랜서 쇼핑호스트로서 매출신화를 기록한 바 있다.

- 1997년에는 홈쇼핑 최초 1시간에 1억 매출, 2012년에는 홈쇼핑 최초 분당 1억 매출 기록하였다.
- 레세나, 오뚜기 스낵면, 라이나생명, 유니베라, 미라클톡스 광고모델 활동경력이 있고 현재는 프리랜서 쇼핑호스트로서 활발한 활동을 하고 있다.

## 학력
- 대구동신초등학교 졸업
- 상서중학교 졸업
- 중경고등학교 졸업
- 숙명여자대학교 가정관리학과 학사
- 연세대학교 언론홍보대학원 언론학 석사

### 비학위 수료
- 서울대학교 법과대학 최고지도자과정 수료

## 저서

### 수필
- 《명품 골라주는 여자》 (중앙M&B, 2003년)
- 《아름다운 독종이 프로로 성공한다》 (순정아이북스, 2005년)
- 《유난희의 쇼핑가이드》 단행본 출간 (2008)
- 《여자가 사랑하는 명품》 (넥서스, 2014)
- 《뜨겁게》 (버튼북스, 2015)

## 출연작

### TV 프로그램
- 《폭소클럽 2》 (KBS)
- 《토크쇼 부모 고수다》 (EBS)
- 《EBS 직업의 세계 - 1인자》 (EBS)
- 《EBS 나의성공비결》 (EBS)
- 《강연 100도C》 (KBS)
- 《MBC TV특강》 (MBC)
- 《MBC 찾아라 맛있는 TV》 (MBC)
- 《자기야 백년손님》 (SBS)
- 《New 스타킹》 (SBS)
- 《노홍철의 올댓리빙》 (KBS)
- 《KBS 뷰티바이블 2017》 (KBS)
- 《TVN 빨간의자》 (TVN)
- 《생생정보마당》 (MBN)
- 《행복한 아침》 (채널A)

### 라디오 프로그램
- EBS 《책 읽는 라디오 낭독 시리즈》 (EBS FM)
- 《즐거운병영》 (국군방송)
- 《노사연 이성미쇼》 (SBS FM)